# Michel Auclair
Michel Auclair, nome d'arte di Vladimir Vujovic (Coblenza, 14 settembre 1922 – Saint-Paul-en-Forêt, 7 gennaio 1988), è stato un attore francese.

## Biografia
Nato in Germania da padre serbo (Vojislav Vujović) e madre francese, la famiglia si trasferì a Parigi quando Michel aveva tre anni. Lavorò anche negli USA, l'ultimo film a cui prese parte fu Torquemada (1989).
Morì di emorragia interna in casa della madre a Saint-Paul-en-Forêt, dove venne poi sepolto nel locale cimitero.

## Filmografia parziale
- Les Malheurs de Sophie, regia di Jacqueline Audry (1946)
- La bella e la bestia (La Belle et la bête), regia di Jean Cocteau (1946)
- Ouvert pour cause d'inventaire, regia di Alain Resnais (1946)
- I maledetti (Les Maudits), regia di René Clément (1947)
- L'eterno conflitto (Éternel conflit), regia di Georges Lampin (1948)
- Manon, regia di Henri-Georges Clouzot (1949)
- Giustizia è fatta (Justice est faite), regia di André Cayatte (1950)
- Le due verità, regia di Antonio Leonviola (1951)
- Camicie rosse (Anita Garibaldi), regia di Goffredo Alessandrini (1952)
- Henriette (La fête à Henriette), regia di Julien Duvivier (1952)
- La figlia del reggimento (Die Tochter der Kompanie), regia di Géza von Bolváry e Goffredo Alessandrini (1953)
- Zoé, regia di Charles Brabant (1954)
- Versailles (Si Versailles m'était conté), regia di Sacha Guitry (1954)
- La vita risorge (Das zweite Leben), regia di Victor Vicas (1954)
- Tres hombres van a morir, regia di Feliciano Catalan (1954)
- Quattro donne nella notte (Bonnes à tuer), regia di Henri Decoin (1954)
- Andrea Chénier, regia di Clemente Fracassi (1955)
- La risaia, regia di Raffaello Matarazzo (1956)
- Cenerentola a Parigi (Funny Face), regia di Stanley Donen (1957)
- I fanatici (Les Fanatiques), regia di Alex Joffé (1957)
- Missione diabolica (Der Fuchs von Paris), regia di Paul May (1957)
- Maigret e il caso Saint Fiacre (Maigret et l'affaire Saint-Fiacre), regia di Jean Delannoy (1959)
- Una ragazza per l'estate (Une fille pour l'été), regia di Édouard Molinaro (1960)
- Assassinio a 45 giri (Meurtre en 45 tours), regia di Étienne Périer (1960)
- L'educazione sentimentale (Education sentimentale), regia di Alexandre Astruc (1962)
- Sinfonia per un massacro (Symphonie pour un massacre), regia di Jacques Deray (1963)
- L'amore e la chance (La Chance et l'amour), regia di Claude Berri (1964)
- Destinazione marciapiede (Le Voyage du père), regia di Denys de La Patellière (1966)
- Montecristo 70 (Sous le signe de Monte-Cristo), regia di André Hunebelle (1968)
- Sous le signe du taureau, regia di Gilles Grangier (1969)
- Follia dei sensi (Le Coeur fou), regia di Jean-Gabriel Albicocco (1970)
- Gli sposi dell'anno secondo (Les Mariés de l'an II), regia di Jean-Paul Rappeneau (1971)
- Il giorno dello sciacallo (The Day of the Jackal), regia di Fred Zinnemann (1973)
- Questo impossibile oggetto (Story of a Love Story), regia di John Frankenheimer (1973)
- I baroni della medicina (7 morts sur ordonnance), regia di Jacques Rouffio (1975)
- Il giudice d'assalto (Le juge Fayard dit Le Shériff), regia di Yves Boisset (1977)
- Histoire d'amour, regia di Pierre Granier-Deferre (1979)
- Tre uomini da abbattere (3 hommes à abattre), regia di Jacques Deray (1980)
- Per la pelle di un poliziotto (Pour la peau d'un flic), regia di Alain Delon (1981)
- Mille miliardi di dollari (Mille milliards de dollars), regia di Henri Verneuil (1982)
- Due ore meno un quarto avanti Cristo (Deux heures moins le quart avant Jésus-Christ), regia di Jean Yanne (1982)
- Enigma - Il codice dell'assassino (Enigma), regia di Jeannot Szwarc (1983)
- Rue barbare, regia di Gilles Béhat (1984)
- Scandalo a palazzo (Le Bon plaisir), regia di Francis Girod (1984)
- Preuve d'amour, regia di Miguel Courtois (1988)
- Torquemada, regia di Stanislav Barabas (1989)

## Doppiatori italiani
- Giuseppe Rinaldi in La bella e la bestia, Andrea Chénier
- Massimo Turci in Camicie rosse (Anita Garibaldi)
- Giulio Panicali in Quattro donne nella notte
- Gianfranco Bellini in La risaia
- Pino Locchi in Maigret e il caso Saint-Fiacre
- Giorgio Piazza in Questo impossibile oggetto
- Gianni Marzocchi in Per la pelle di un poliziotto